# Através de Flandres Ocidental
A Através de Flandres Ocidental (oficialmente e em flamengo: Dwars door West-Vlaanderen) é uma corrida ciclista profissional de um dia belga que se disputa na província de Flandres Ocidental, durante o mês de março.
Esta competição foi criada em 1945 baixo o nome de Circuito das Ardenas Flamengas - Ichtegem (Omloop der Vlaamse Ardennen - Ichtegem). Depois passou a chamar-se Dois dias de Éperons d'or (Guldensporentweedaagse) de 1999 a 2002. Desde 1999, o Circuito das Ardenas Flamengas constitui a última etapa da prova.
Em 1999 a prova era de categoria 2.4, ascendendo à 2.3 em 2002. Desde a criação dos Circuitos Continentais UCI em 2005 a prova faz parte do UCI Europe Tour, sendo de categoria 2.1. Em 2017, a prova passou a ser de categoria 1.1.
A competição disputava-se na modalidade de volta por etapas, repartidas em três jornadas. Atualmente é uma corrida de um único dia.
Costumam participar algumas equipas de categoria UCI Pro Tour, que utilizam a prova como preparação face às grandes clássicas de pavés: a Gante-Wevelgem (com a que compartilha a ascensão a Kemmel) e especialmente os monumentos Tour de Flandres e Paris-Roubaix.
Devido à falta de voluntários para uma corrida deste porte, os organizadores decidiram cancelar o evento em 2018.

## Palmarés

### Três Dias de Flandres Ocidental
| Ano                                             | Vencedor                 | Segundo                  | Terceiro              |
| ----------------------------------------------- | ------------------------ | ------------------------ | --------------------- |
| Circuito das Ardenas Flamengas-Ichtegem         |                          |                          |                       |
| 1945                                            | Marcel Kint              | Prosper Depredomme       | Maurice Desimpelaere  |
| 1946                                            | Joseph Somers            | Albert Decin             | Achiel Buysse         |
| 1947                                            | Michel Remue             | Albert Anutchin          | André Maelbrancke     |
| 1948                                            | Raymond Impanis          | Stan Ockers              | François De Donder    |
| 1949                                            | Norbert Callens          | René Janssens            | André Maelbrancke     |
| 1950                                            | Arsène Rijckaert         | Marcel Dierkens          | Gilbert Caupain       |
| 1951                                            | Valère Ollivier          | Joseph Van Staeyen       | Lucien Mathys         |
| 1952                                            | Henri Van Kerckhove      | Karel De Baere           | Gerard Buyl           |
| 1953                                            | Marcel Dierkens          | Roger Decock             | André Maelbrancke     |
| 1954                                            | Maurice Blomme           | Arthur Mommerency        | Hilaire Couvreur      |
| 1955                                            | René Mertens             | Camilius Demunster       | Lucien Mathys         |
| 1956                                            | Frans Van Looveren       | Arthur Mommerency        | Willy Truye           |
| 1957                                            | Noël Foré                | André Messelis           | Lucien Mathys         |
| 1958                                            | Cyriel Van Bossel        | Gabriel Borra            | Willy Truye           |
| 1959                                            | Daniel Denys             | Arthur Decabooter        | Richard Durlacher     |
| 1960                                            | Florent Van Pollaert     | Bas Maliepaard           | Kamiel Lamote         |
| 1961                                            | Gabriel Borra            | Kamiel Buysse            | Lucien Demunster      |
| 1962                                            | Gustaaf Van Vaerenbergh  | Piet Rentmeester         | Georges Decraeye      |
| 1963                                            | Gustaaf De Smet          | Armand Desmet            | René Van Meenen       |
| 1964                                            | Julien Gaelens           | Gilbert Maes             | René Van Meenen       |
| 1965                                            | Bernard Van De Kerckhove | André Messelis           | Benoni Beheyt         |
| 1966                                            | Noël Van Clooster        | Guido Reybrouck          | Norbert Kerckhove     |
| 1967                                            | Gustaaf De Smet          | Theo Mertens             | André Planckaert      |
| 1968                                            | Willy Van Neste          | Roger Rosiers            | Romain De Loof        |
| 1969                                            | Eric De Vlaeminck        | Wim Dubois               | Joseph Mathy          |
| 1970 edição anulada devido à acumulação de neve |                          |                          |                       |
| 1971                                            | Eric Leman               | André Dierickx           | Roger Rosiers         |
| 1972                                            | Tino Tabak               | Aimé Delaere             | Noël Vantyghem        |
| 1973                                            | Frans Verbeeck           | Freddy Maertens          | Jean-Pierre Berckmans |
| 1974                                            | Patrick Sercu            | Walter Planckaert        | Raymond Steegmans     |
| 1975                                            | Patrick Sercu            | Frans Verbeeck           | Rik Van Linden        |
| 1976                                            | Christian De Buysschere  | Marcel Van der Slagmolen | Carlos Cuyle          |
| 1977                                            | Herman Beysens           | Walter Naegels           | Eric De Vlaeminck     |
| 1978                                            | Léo Van Thielen          | Rudy Pevenage            | Fons van Katwijk      |
| 1979                                            | Piet van Katwijk         | Eddy Vanhaerens          | Hans-Peter Jakst      |
| 1980                                            | Johan Wellens            | Daniel Gisiger           | Ronny Van De Vijver   |
| 1981                                            | Ferdi Van Den Haute      | Jan Bogaert              | Bert Oosterbosch      |
| 1982                                            | Dirk Heirweg             | Alain De Roo             | Marc Madiot           |
| 1983                                            | Ludo Peeters             | Johan van der Velde      | Jos Schipper          |
| 1984                                            | William Tackaert         | Alain De Roo             | Dirk Durant           |
| 1985                                            | Hans Daams               | Erik Stevens             | Herman Frison         |
| 1986                                            | Jozef Lieckens           | Frank Verleyen           | Carlo Bomans          |
| 1987                                            | Franky Van Oyen          | Hendrik Redant           | Patrick Onnockx       |
| 1988                                            | Michel Cornelisse        | Rob Kleinsman            | Frank Pirard          |
| 1989                                            | Luc Colijn               | Dean Woods               | Ronny Vlassaks        |
| 1990                                            | Dirk Demol               | Peter Pieters            | Patrick Deneut        |
| 1991                                            | Hendrik Redant           | Edwig Van Hooydonck      | Frank Van Den Abeele  |
| 1992                                            | Nico Verhoeven           | Edwig Van Hooydonck      | Jans Koerts           |
| 1993                                            | Niko Eeckhout            | Michel Cornelisse        | Hans De Meester       |
| 1994                                            | Bo Hamburger             | Léon van Bon             | Philip De Baets       |
| 1995                                            | Johan Museeuw            | Frank Høj                | Robbie Vandaele       |
| 1996                                            | Wilfried Peeters         | Johan Museeuw            | Hendrik Redant        |
| 1997                                            | Léon van Bon             | Erik Dekker              | Tom Desmet            |
| 1998                                            | Jesper Skibby            | Lars Michaelsen          | Hans De Meester       |
| Dois dias de Éperons d'or                       |                          |                          |                       |
| 1999                                            | Wilfried Peeters         | Michael Steen Nielsen    | Steven de Jongh       |
| 2000                                            | Servais Knaven           | Lars Michaelsen          | Jacob Moe Rasmussen   |
| 2001                                            | Erik Dekker              | Michael Boogerd          | Steven de Jongh       |
| 2002                                            | Erik Dekker              | Steven Van Malderghem    | Olaf Pollack          |
| Três Dias de Flandres Ocidental                 |                          |                          |                       |
| 2003                                            | Jaan Kirsipuu            | Jimmy Casper             | Lauri Aus             |
| 2004                                            | Robert Bartko            | Jaan Kirsipuu            | Kurt Asle Arvesen     |
| 2005 edição não realizada                       |                          |                          |                       |
| 2006                                            | Niko Eeckhout            | Robbie McEwen            | Matti Breschel        |
| 2007                                            | Jimmy Casper             | Wouter Weylandt          | Stefan van Dijk       |
| 2008                                            | Bobbie Traksel           | Niko Eeckhout            | Sergei Ivanov         |
| 2009                                            | Johnny Hoogerland        | Kevyn Ista               | Jens Mouris           |
| 2010                                            | Jens Keukeleire          | Kris Boeckmans           | Bobbie Traksel        |
| 2011                                            | Jesse Sergent            | Sébastien Rosseler       | Michał Kwiatkowski    |
| 2012                                            | Julien Vermote           | Jesse Sergent            | Mikhail Ignatiev      |
| 2013                                            | Kristof Vandewalle       | Tobias Ludvigsson        | Niki Terpstra         |
| 2014                                            | Gert Jõeäär              | Guillaume Van Keirsbulck | Johan Le Bon          |
| 2015                                            | Yves Lampaert            | Anton Vorobyev           | Jesse Sergent         |
| 2016                                            | Sean De Bie              | Łukasz Wiśniowski        | Nils Politt           |

### Através de Flandres Ocidental
| Ano  | Vencedor      | Segundo          | Terceiro            |
| ---- | ------------- | ---------------- | ------------------- |
| 2017 | Jos van Emden | Silvan Dillier   | Lasse Norman Hansen |
| 2018 | Rémi Cavagna  | Florian Sénéchal | Frederik Frison     |

## Palmarés por países
| País          | Vitórias |
| ------------- | -------- |
| Bélgica       | 51       |
| Países Baixos | 12       |
| Dinamarca     | 2        |
| Estónia       | 2        |
| França        | 2        |
| Luxemburgo    | 1        |
| Alemanha      | 1        |
| Nova Zelândia | 1        |